# Укыр (Иркутская область)
Укы́р (бур. Υхэр — «скот, корова») — село в Боханском районе Иркутской области. Административный центр Укырского муниципального образования.

## География
Село находится на правом берегу реки Ида, на расстоянии 28 км к востоку от посёлка Бохан, административного центра района.

## Население
| 2002 | 2010 | 2011 | 2012 |
| ---- | ---- | ---- | ---- |
| 595  | ↘564 | →564 | ↗566 |

### Половой состав
По данным Всероссийской переписи, в 2010 году в селе проживали 564 человека (287 мужчин и 277 женщин).

## Известные уроженцы
- Богданов, Михаил Николаевич (1878—1919) — деятель бурятского национально-освободительного движения начала XX века, учёный-историк.